# Глеба, Юрий Юрьевич
Юрий Юрьевич Глеба (*13 июня 1949, с. Шаланки, Закарпатская область.) — украинский биолог, физиолог растений, генетик, академик НАН Украины. Пионер в области отдаленной гибридизации и клеточной культуры растений. Исследователь и научный руководитель в области генетики и биотехнологии растений.

## Биография
Окончил биологический факультет Киевского государственного университета в 1971 году. Защитил диссертацию кандидата биологических наук в Институте ботаники имени Н. Г. Холодного НАН Украины. В 1980 году получил звание доктор биологических наук в Ленинградском университете.
В 1990 году Юрий Глеба основал Институт клеточной биологии и генетической инженерии, директором которого был до 2008 года, а с 2008 является его почетным директором.
С 1992 до 1999 года Юрий Глеба работал в компании «American Cyanamid» (Принстон, Нью-Джерси), где развивал исследования в области биотехнологии, геномики и инженерии растений сначала как руководитель группы и менеджер, а с 1997 года как директор Департамента инженерии культурных растений. В 1999 году он стал соучредителем биотехнологической компании «Icon Genetics AG» (Мюнхен, Германия) и работает её первым главным исполнительным директором. Ранее он также был соучредителем другой компании «Phytomedics» (США). В 2008 году академик Глеба основал компанию Nomad Bioscience GmbH.
Юрий Глеба в 1988—1998 годах исполнял обязанности академика-секретаря Отделения общей биологии НАН Украины.
Академик Ю. Ю. Глеба активно работал или руководил во многих международных фондах: Программе ЮНЕСКО по биотехнологии растений (Париж), Международном фонде Сороса (Нью-Йорк, Москва), Международный Соросовській научно-учебной программе (Вашингтон-Москва), фонде «Відродження» (Киев), INTAS (Брюссель), EPSO (Брюссель) и тому подобное.

## Научные исследования
Юрий Глеба является учредителем фундаментальных исследований в области клеточной и генетической инженерии растений. Он получил приоритетные результаты в таких направлениях клеточной биологии и генетической инженерии растений, как создание асимметричных гибридов и цибридов, получение и анализ рекомбинантных форм с новыми наборами генов цитоплазмы, гибридизация филогенетически отдаленных видов растений, изучение организации и экспрессии генетического материала в гибридах и т. п.
Пионерские исследования академика Глебы в области клеточной биологии, генетики и физиологии растений были опубликованы в более 200 научных статьях, книгах и около 30 патентах.
Избран членом Всемирной Академии наук и искусства (Рим), Европейской Академии (Лондон), Германской академии естествоиспытателей «Леопольдина» (Галле), Литовской Академии наук (Вильнюс) и Баварской Академии наук (Мюнхен). Он является советником по науке Директората по науке ЕС (Брюссель). Как празднование своего научного вклада он также получил многочисленные международные и национальные награды и премии, в частности премии Кёрбера (Гамбург), премии Александра фон Гумбольдта (Бонн), Государственную премию СССР (1984), Государственной премии УССР в области науки и техники (1989) и другие.

### Членство в научных объединениях и консультативных структурах
- Национальная академия наук Украины, Киев (1988)
- Европейская академия, Лондон (с 1990)
- Немецкая академия Леопольдина, Халле (с 1991)
- Баварская академия наук, Мюнхен (с 1992)
- Всемирная академия искусств и науки, Рим (с 1993)
- Литовская академия наук, Вильнюс (с 2004)
- Национальный экологический центр Украины
- члена Международного консультативного совета Международного фонда Сороса,
- советника по научным вопросам при Президенте Украины,
- члена Государственного комитета Украины по Государственным премиям по науке и технологиям.

### Редакционная деятельность
- главный редактор журнала «Цитология и генетика» (2000—2004),
- член редколлегии журналов
  - «The Plant Journal» (с 1992 г.),
  - «Theoretical and Applied Genetics» (с 1978),
  - «Genetic Manipulation in Plants» (с 1987 г.).
  - «Цитология и генетика»

### Работа в фондах
- Программа ЮНЕСКО по биотехнологии растений (Париж),
- Международной фонд Сороса (Нью-Йорк, Москва),
- Международный Соросовская научно-учебная программа (Вашингтон-Москва),
- Фонд «Возрождение» (Киев),
- INTAS (Брюссель),
- член Руководящего Комитета (EPSO) European Plant Science Organization (Европейской организации исследователей растений) (Брюссель),
- Советник Рамочной программы 7 ЕС «Food, Agriculture, Fisheries and Biotechnology» (Еда, сельское хозяйство, рыболовство, биотехнология) (Брюссель)